# Галаново
Гала́ново (рос. Галаново, удм. Галаново) — село у складі Каракулинського району Удмуртії, Росія.
Населення — 559 осіб (2010; 700 у 2002).
Національний склад:
- росіяни — 73 %